# Till Wöschler
Till Wöschler (ur. 9 czerwca 1991) – niemiecki lekkoatleta specjalizujący się w rzucie oszczepem.
W roku 2009 rzutem na odległość 73,66 wywalczył srebrny krążek i tytuł wicemistrza Europy juniorów. Złoty medalista mistrzostw świata juniorów w roku 2010 – podczas tych zawodów, 23 lipca, ustanowił wynikiem 82,52  juniorski rekordem Niemiec, jest to także szósty wynik w historii lekkoatletyki w kategorii juniorów. Na koniec sezonu został wybrany wschodzącą gwiazdą światowej lekkoatletyki. W 2011 został młodzieżowym mistrzem Europy. Z powodu kontuzji łokcia musiał wycofać się ze startu w mistrzostwach świata w Daegu. Kolejny uraz uniemożliwi mu występ w 2012 podczas mistrzostw Europy oraz igrzysk olimpijskich.
Jego trenerem jest były oszczepnik, medalista mistrzostw świata i mistrzostw Europy, Boris Henry.
Rekord życiowy: 84,38 (16 lipca 2011, Ostrawa). 

## Osiągnięcia
| Rok  | Impreza                        | Miejsce  | Pozycja    | Wynik     |
| ---- | ------------------------------ | -------- | ---------- | --------- |
| 2009 | Mistrzostwa Europy juniorów    | Nowy Sad | 2. miejsce | 73,66     |
| 2010 | Mistrzostwa świata juniorów    | Moncton  | 1. miejsce | 82,52 WJL |
| 2011 | Młodzieżowe mistrzostwa Europy | Ostrawa  | 1. miejsce | 84,38     |